# 石马镇 (苍溪县)
石马镇，是中华人民共和国四川省广元市苍溪县下辖的一个乡镇级行政单位。

## 行政区划
石马镇下辖以下地区：
红星社区、石马村、千佛村、秧田村、青平村、中华村、岳王村、桥梁村、红凤村、松垭村、青山村、月耳村、小沙村、老木村、安家村、马安村、真武村和五峰村。